# Гриффин, Ли
Ли Гриффин (англ. Leigh Griffin, род. 14 мая 1968 года) — британский спортсмен, бывший профессиональный снукерист. Родился в Бельгии, но затем переселился в Бирмингем, и в конце 1990-х получил английское гражданство. С тех пор выступает за эту страну.

## Карьера
Ли, начиная с середины 90-х множество раз выходил в финальные стадии различных рейтинговых турниров, однако ни разу не добивался серьёзных успехов. В 2000 году, на Welsh Open он вышел в 1/16 финала, обыграв в 1/32-й Билли Снэддона, 5:0, но затем с таким же счётом проиграл Марко Фу. Тем не менее, по итогам сезона 1998/99 он достиг 73-го места в официальном рейтинге мэйн-тура — его лучший показатель. Высший брейк Гриффина составляет 143 очка (состоялся в квалификации к чемпионату мира 1998 года), хотя на профессионально-любительских турнирах он делал 146 очков.
После 2004 года потерял статус профессионала, хотя выбыл из мэйн-тура ещё раньше.